# Lijst van nummer 1-hits in Oostenrijk in 2008
Deze hits stonden in 2008 op nummer 1 in de Ö3 Austria Top 40, de bekendste hitlijst in Oostenrijk.
| Datum        | Artiest                 | Titel            |
| ------------ | ----------------------- | ---------------- |
| 2 januari    | geen Top 75 verschenen  |                  |
| 9 januari    | Timbaland & OneRepublic | Apologize        |
| 16 januari   | Timbaland & OneRepublic | Apologize        |
| 23 januari   | Leona Lewis             | Bleeding Love    |
| 30 januari   | Leona Lewis             | Bleeding love    |
| 6 februari   | Leona Lewis             | Bleeding love    |
| 13 februari  | Leona Lewis             | Bleeding love    |
| 20 februari  | Leona Lewis             | Bleeding love    |
| 27 februari  | Leona Lewis             | Bleeding love    |
| 5 maart      | Schnuffel               | Kuschel song     |
| 12 maart     | Schnuffel               | Kuschel song     |
| 19 maart     | Schnuffel               | Kuschel song     |
| 26 maart     | Schnuffel               | Kuschel song     |
| 2 april      | Schnuffel               | Kuschel song     |
| 9 april      | Schnuffel               | Kuschel song     |
| 16 april     | Duffy                   | Mercy            |
| 23 april     | Duffy                   | Mercy            |
| 30 april     | Duffy                   | Mercy            |
| 7 mei        | Duffy                   | Mercy            |
| 14 mei       | Duffy                   | Mercy            |
| 21 mei       | Duffy                   | Mercy            |
| 28 mei       | Duffy                   | Mercy            |
| 4 juni       | Thomas Godoj            | Love is you      |
| 11 juni      | Thomas Godoj            | Love is you      |
| 18 juni      | Kid Rock                | All Summer Long  |
| 25 juni      | Kid Rock                | All summer long  |
| 2 juli       | Kid Rock                | All summer long  |
| 9 juli       | Kid Rock                | All summer long  |
| 16 juli      | Kid Rock                | All summer long  |
| 23 juli      | Kid Rock                | All summer long  |
| 30 juli      | Kid Rock                | All summer long  |
| 6 augustus   | Kid Rock                | All summer long  |
| 13 augustus  | Kid Rock                | All summer long  |
| 20 augustus  | Kid Rock                | All summer long  |
| 27 augustus  | Katy Perry              | I kissed a girl  |
| 3 september  | Katy Perry              | I kissed a girl  |
| 10 september | Katy Perry              | I kissed a girl  |
| 17 september | Katy Perry              | I kissed a girl  |
| 24 september | Katy Perry              | I kissed a girl  |
| 1 oktober    | Amy Macdonald           | This Is the Life |
| 8 oktober    | Amy Macdonald           | This is the life |
| 15 oktober   | Amy Macdonald           | This is the life |
| 22 oktober   | P!nk                    | So What          |
| 29 oktober   | P!nk                    | So what          |
| 5 november   | P!nk                    | So what          |
| 12 november  | P!nk                    | So what          |
| 19 november  | P!nk                    | So what          |
| 26 november  | P!nk                    | So what          |
| 3 december   | Katy Perry              | Hot n cold       |
| 10 december  | Katy Perry              | Hot n cold       |
| 17 december  | Katy Perry              | Hot n cold       |
| 24 december  | Katy Perry              | Hot n cold       |
| 31 december  | Katy Perry              | Hot n cold       |